# Florian Eisath
Florian Eisath, född 27 november 1984 i Bolzano, är en italiensk alpin skidåkare som tävlar i storslalom.
Han tävlade i världsmästerskapen 2015 i Beaver Creek Resort där han kom på åttonde plats. Han gjorde sin världscupdebut den 20 december 2004. Största framgången är tredjeplatsen i storslalom i Alta Badia den 18 december 2016.
Den 29 mars 2016 kom han på tredje plats i storslalom i de italienska mästerskapen.